# Deirdre McCloskey
Deirdre Nansen McCloskey (nacida Donald McCloskey, Ann Arbor, Míchigan, 11 de septiembre de 1942) es una economista e historiadora económica estadounidense. Ha estado interesada desde la década de 1980 en la retórica de la persuasión, particularmente de la economía y, más adelante, en asuntos literarios más amplios tales como la teoría literaria y la teoría social. Ha sido Profesora Distinguida de Economía, Historia, Inglés y Comunicación de la Universidad de Illinois en Chicago desde el año 2000. También es profesora adjunta de Filosofía y los Clásicos en esa misma universidad. Fue Profesora Visitante Tinbergen entre 2002 y 2006 de Filosofía, Economía y Estudios Artísticos y Culturales en la Universidad Erasmo de Róterdam. También fue profesora de la Universidad de Chicago (1968-1980) y de la Universidad de Iowa (1980-1999).
Ha escrito catorce libros, ha editado siete y ha publicado artículos sobre teoría económica, historia económica, filosofía, retórica, feminismo, ética y derecho. Se describe a sí misma como una "Feminista aristotélica episcopal cuantitativa pro-libre mercado y posmoderna".

## El giro retórico
La crítica de McCloskey a la metodología de la economía se conoce como el "giro retórico" en la metodología de la economía. En particular, hace referencia a la crítica de la metodología "oficial y modernista" desde 1940, heredada del positivismo lógico. En esta sostiene que la metodología ignora cómo puede hacerse, cómo se hace y cómo debería hacerse economía para progresar en la materia. 
Entre sus recomendaciones se incluye el (buen) uso de buenos dispositivos retóricos para una conversación disciplinada.

## Biografía
McCloskey obtuvo el título de pregrado (1964) y doctorado (1970) en Economía de la Universidad de Harvard. Su disertación sobre el hierro y acero británicos entre 1870 y 1913 obtuvo el premio David A. Wells Prize en economía.
Se ha destacado por sus contribuciones desde los 60 en la historia económica de Gran Bretaña, la cuantificación de la investigación histórica, la retórica de la economía, la retórica en las ciencias humanas, la metodología en economía, axiología, economía feminista, economía heterodoxa, el papel de las matemáticas en el análisis económico y el buen (y mal) uso de las pruebas de significancia en economía. Ha argumentado que en economía se suelen celebrar los resultados estadísticamente significantes pero ignorando su significancia económica.
Su obra es extensa y en su página web se ha clasificado en al menos las siguientes 23 categorías
1. Empresas británicas en el siglo XIX
2. Comercio exterior británico en los siglos XVIII y XIX
3. Historia de las finanzas internacionales
4. Campos abiertos y cercamiento en Inglaterra
5. La revolución industrial
6. Otros asuntos históricos
7. Enseñando economía
8. Enseñando a escribir en economía
9. Crítica en historia y en historia económica
10. Crítica retórica en economía
11. Respuestas a comentarios sobre The Rhetoric of Economics y a otros trabajos sobre retórica de la economía
12. La retórica de la investigación
13. La retórica de las pruebas de significacia y de la econometría
14. La retórica del derecho
15. Política académica
16. Biografía
17. Sociología de la ciencia
18. Economía feminista
19. Transgenerismo
20. Ética, virtudes burguesas y economía
21. Economía de la religión
22. Lenguaje y economía
23. Otros textos